# Bascui
Bascui és un indret del terme municipal de Tremp, a l'antic terme de Fígols de Tremp, al Pallars Jussà.
Està situat al nord-oest d'Eroles, a la part alta del barranc d'Eroles, al nord-est del Coll de la Trava. És a la carena que separa els barrancs de les Pasteroles (est) i d'Eroles (oest).